# Anghel Iordănescu
Anghel Iordănescu (Iaşi, 4 de maio de 1950) é um ex-futebolista, treinador de futebol e político romeno que atuava como atacante.

## Carreira
Em 18 anos como jogador, Iordănescu defendeu apenas 2 equipes: o Steaua Bucareste, onde chegou em 1962 para jogar nas categorias de base e onde se profissionalizou em 1968, e o OFI Creta, pelo qual atuou por duas temporadas.
Pelo Steaua, foram 317 partidas entre 1968 e 1982, com 155 gols marcados. No OFI Creta, atuou em 54 jogos, balançando as redes adversárias 20 vezes. Encerrou sua carreira em 1984 para virar auxiliar-técnico do Steaua, mas voltou a jogar em 1986, na decisão da Taça dos Campeões Europeus, contra o Barcelona. Após o jogo, encerrou definitivamente a carreira de jogador.

## Seleção Romena
Com a camisa da Seleção Romena, Iordănescu fez sua estreia em setembro de 1971, contra a Finlândia - ele disputou ainda 2 jogos, contra a Albânia, mas a FIFA desconsiderou tais partidas, juntamente com outras 5 (um contra a  Dinamarca, também em 1971, e contra as Seleções Olímpicas de França e Holanda, em 1976) em 1999.
Até 1981, foram 57 jogos oficiais (considerando os jogos pelo qualificatório das Olimpíadas de 1972 e 1976, 64 partidas) e 21 gols marcados (26, incluindo os jogos citados).

## Carreira como treinador e trajetória política
Entre 1984 e 1986, Iordănescu trabalhou como assistente de Emerich Jenei, que deixou o comando técnico do Steaua para treinar a Seleção Romena, abrindo espaço para o ex-atacante, que exerceria a função até 1990.
Seu trabalho mais conhecido foi justamente pela Romênia, pela qual teve 3 passagens, com destaque para o período 1993-98, levando o selecionado às Copas de 1994 (parou nas quartas-de-final) e 1998 (oitavas-de-final), além da Eurocopa de 1996, onde os romenos ficaram na primeira fase, não tendo marcado pontos em seu grupo. Voltaria a treinar a Seleção entre 2002 e 2004, sem repetir o sucesso da primeira passagem.
Além da Seleção Romena, Iordănescu treinou ainda Anorthosis Famagusta, Al-Hilal, Rapid Bucareste, Al-Ain e Al-Ittihad, além da Seleção Grega. Chegou a encerrar sua carreira no futebol em 2006, quando deixou o comando técnico do Al-Ain, passando a ocupar uma cadeira no Senado romeno, pelo PSD. Em 2011, tornou-se um senador independente, pela União Nacional para o Progresso da Romênia, tendo exercido o mandato até 2014, retomando a carreira futebolística ao ser escolhido como novo treinador da Seleção Romena, substituindo Victor Piţurcă, com o objetivo de classificá-la à Eurocopa de 2016, sendo bem-sucedido.

## Títulos

### Como jogador
Steaua Bucareste
- Campeonato Romeno: 1976, 1978
- Copa da Roménia: 1970, 1971, 1976, 1979

### Como treinador
Steaua Bucareste
- Campeonato Romeno: 1986, 1987, 1988, 1989, 1993
- Copa da Roménia: 1987, 1988, 1989
- Liga dos Campeões da UEFA: 1986
- Supercopa Europeia: 1986

Al-Hilal
- Liga dos Campeões da AFC: 2000

Al-Ain
- Copa do Presidente: 2001

Al-Ittihad
- Liga dos Campeões da AFC: 2005
- Liga dos Campeões Árabes: 2005